# Андреев, Михаил Леонидович
Михаи́л Леони́дович Андре́ев (род. 25 января 1950, Ярославль, СССР) — советский и российский литературовед и историк литературы, ведущий российский специалист по истории литературы Италии. Доктор филологических наук (1992), академик РАН (2022). Один из авторов «Большой Российской энциклопедии», член бюро Ренессансной комиссии при Научном совете по мировой культуре РАН.

## Биография
Сын литературоведа, декана филологического факультета МГУ Леонида Григорьевича Андреева.
Окончил романо-германское отделение филологическиого факультета Московского государственного университета(1973), аспирантуру на том же факультете (1976).
В 1977 году защитил диссертацию на соискание учёной степени кандидата филогических наук по теме «Проблема времени в „Божественной комедии“ Данте» (официальные оппоненты А. Я. Гуревич и В. И. Матузова).
Сотрудник Института мировой литературы (с 1976) (с 1983 — ведущий научный сотрудник), Института высших гуманитарных исследований Российского государственного гуманитарного университета (1992—2016), Института гуманитарных историко-теоретических исследований ВШЭ (2002—2021).
В 1991 году защитил диссертацию на соискание учёной степени доктора филологических наук «Происхождение средневековой европейской драмы» (официальные оппоненты М. Л. Гаспаров, А. Т. Парфёнов, В. Е. Хализев).
С 1994 по 2010 г. М. Л. Андреев читал на историко-филологическом факультете РГГУ курсы «Культура Возрождения».
Главный редактор журнала «Arbor Mundi» (2006—2016), член редколлегии журналов «Вопросы литературы» и «Русская литература». Член Союза писателей Москвы.
В 2008 году М. Л. Андрееву была присуждена международная премия Эннио Флайано по номинации «Итальянистика», в ноябре 2012 года — международная премия Н. В. Гоголя.
В феврале 2011 года М. Л. Андреев выступил по телевизионному каналу «Культура» с двумя лекциями о творчестве Данте. В 2012 году участвовал в программе «Игра в бисер» (на том же канале), посвящённой «Божественной комедии» Данте.
В октябре 2016 года избран членом-корреспондентом РАН, в мае 2022 года — академиком РАН.
В феврале 2022 подписал открытое письмо российских учёных и научных журналистов с осуждением вторжения России на Украину и призывом вывести российские войска с украинской территории.

## Участие в редколлегиях научных изданий и иная научная деятельность
- главным редактором журнала "Мировое древо[3]
- член редколлегии журналов «Studia litterarum», «Letteratura italiana antica» (Рим)[1];
- член редакционного совета журналов «Italianistica» (Пиза), «Rivista di letteratura tardogotica e quattrocentesca» (Пиза, Рим)[1];
- член редколлегии «Литературных памятников»[1];
- член комиссии по премии им. академика А. Н. Веселовского[2]
- член редколлегии журнала «Вопросы литературы»[2]
- член редакционного совета журнала «Italianistica» (Пиза)[2]
- член редколлегии издательской серии «Литературные памятники» с 2011 года[2][3]
- главный редактор, ответственный редактор томов и один из основных авторов издания «История литературы Италии»[2]
- член редколлегии журнала «Русская литература»[2]
- член РИСО РГГУ[9]

В серии Литературные Памятники Михаилом Леонидовичем были подготовлены следующие издания:
- 1984 «Новеллино», статья и комментарии[3]
- 1993 «Неистовый Роланд» Ариосто, статья и комментарии[3]
- 2005 «Тирант Белый» Мартуреля, ответственный редактор[3]
- 2011 «Песнь о крестовом походе против альбигойцев», ответственный редактор[3]

## Награды и признание
- 2008 — лауреат премии Флаяно по итальянистике[4]
- 2010 — избран почетным членом Итальянского Дантовского общества[4]
- 2012 — лауреат премии им. Гоголя в Италии[4]

## Научные труды

### Монографии
- Итальянская литература зрелого и позднего Возрождения / М. Л. Андреев, Р. И. Хлодовский. — М.: Наука, 1988. — 293 с.
- Средневековая европейская драма: происхождение и становление (X—XIII вв.). — М.: Искусство, 1989. — 212 с.
- Рыцарский роман в эпоху Возрождения. — М.: Наука: Наследие, 1993. — 253 с.
- Второе рождение нормативной поэтики. — М.: ГУ ВШЭ. — 2003. — 31 с.
- Литература Италии: Темы и персонажи. — М.: РГГУ. — 2008. — 415 с. — ISBN 978-5-7281-1031-6
- Классическая европейская комедия: структуры и формы. — М.: РГГУ. — 2011. — 235 с. — ISBN 978-5-7281-1228-0
- Фарс, комедия, трагикомедия. Очерки по исторической поэтике драматических жанров. — М.: Дело. — 2017. — 272 с. — ISBN 978-5-7749-1276-6

### Статьи
- Комедия : [арх. 21 октября 2022] / Андреев М. Л. // Киреев — Конго [Электронный ресурс]. — 2009. — С. 608. — (Большая российская энциклопедия : [в 35 т.] / гл. ред. Ю. С. Осипов ; 2004—2017, т. 14). — ISBN 978-5-85270-345-3.